# Pedicularis anomala
Pedicularis anomala là loài thực vật có hoa thuộc họ Cỏ chổi. Loài này được Tsoong & H.P. Yang mô tả khoa học đầu tiên năm 1980.